# Morse Spur
Der Morse Spur ist ein Felssporn im ostantarktischen Viktorialand. Er springt von der Saint Johns Range zwischen dem Deshler Valley und dem Crawford Valley vor.
Das Advisory Committee on Antarctic Names benannte ihn 2005 nach dem US-amerikanischen Geophysiker David L. Morse von der University of Texas at Austin, der zwischen 1990 und 2004 an zehn Forschungskampagnen in unterschiedlichen Gebieten der Antarktis beteiligt war.